# エドゥルネ・パサバン
エドゥルネ・パサバン（Edurne Pasaban、1973年8月1日 - ）は、スペイン・トローサ出身の女性登山家。女性として世界で初めて8000メートル峰全14座の登頂に成功した。IE ビジネススクールの准教授として登山経験をもとにしたリーダーシップを教えている。

## 経歴
14歳の頃から登山を始め、モンブラン、マッターホルンや、南米のチンボラソ、コトパクシ山などに登頂。1998年からヒマラヤ登山を始め、2001年5月23日に世界最高峰エベレストに登頂成功。
2004年、フアニート・オヤルサバルのサポートを受けK2に登頂成功。しかし、無理なアタックのため下山中にヘリコプターで救出され、足の指を数本失った。
2005年7月20日、TVE（スペイン国営放送）の「不可能との極限」という番組のチームとして、パキスタンのナンガ・パルバットに登頂成功。この時点で8000メートル峰8座を制覇。
その後、2007年にブロード・ピーク、2008年にダウラギリ、マナスル、2009年にカンチェンジュンガに登頂し12座を制覇。韓国の呉銀善と女性初の全14座制覇を争った。
2009年9月7日、エドゥルネ・パサバンはライバルである呉銀善について、「彼女が女性初の8000メートル峰14座制覇を達成するだろう」と記者会見を行った。
2010年4月17日、アンナプルナに登頂し13座を制覇。その10日後の4月27日、全14座制覇まであと1座と迫っていた呉銀善がアンナプルナに登頂し、女性初の偉業を先に達成された。しかし、呉銀善は2009年に登頂したとされるカンチェンジュンガに実際には登頂していないのではないかという疑惑が持ち上がっており、その登頂は大韓山岳連盟に否定されている
。
2010年5月17日、シシャパンマに登頂し、8000メートル峰全14座の登頂に成功した。

## 8000メートル峰登頂記録
- 2001年5月23日：エベレスト (8,848 m)
- 2002年5月16日：マカルー (8,465 m)
- 2002年10月5日：チョ・オユー (8,201 m)
- 2003年5月26日：ローツェ (8,516 m)
- 2003年7月19日：ガッシャーブルムII峰 (8,035 m)
- 2003年7月26日：ガッシャーブルムI峰 (8,068 m)
- 2004年7月26日：K2 (8,611 m)
- 2005年7月20日：ナンガ・パルバット (8,125 m)
- 2007年7月12日：ブロード・ピーク (8,047 m)
- 2008年5月1日：ダウラギリ (8,167 m)
- 2008年10月5日：マナスル (8,156 m)
- 2009年5月18日：カンチェンジュンガ (8,598 m)
- 2010年4月17日：アンナプルナ (8,091 m)
- 2010年5月17日：シシャパンマ (8,027m)